# Palácio dos Esportes Luzhniki
O Palácio dos Esportes Lukhniki, anteriormente o Palácio dos Esportes do Estádio Lukhniki, é uma arena esportiva em Moscou, na Rússia, no Complexo de Esportes Luzhniki. A arena foi construída em 1956 e originalmente tinha uma capacidade de 13.700 espectadores. No passado, ejáfoi o local de Campeonatos Mundiais e Europeus de hóquei no gelo, ginástica artística, voleibol, basquetebol, boxe e outros esportes.
A arena sediou vários jogos durante o Summit Series, torneio em 1972 de hóquei no gelo entre a União Soviética e o Canadá, e foi o local para os eventos de ginástica artística e judô nos Jogos Olímpicos de Verão de 1980.
Em 2002, a arena recebeu uma grande reconstrução e a capacidade foi reduzida para 11.500. A arena posteriormente recebeu o Campeonato Mundial de Patinação Artística no Gelo de 2005. Foi usada principalmente para hóquei no gelo como a casa do HC Dinamo Moscou até o ano de 2000 quando o clube se mudou para a Arena Minor.